# ロドリゴ・エルナンデス
ロドリ（スペイン語: Rodri: [ˈroðɾi]）こと、ロドリゴ・エルナンデス・カスカンテ（スペイン語: Rodrigo Hernández Cascante: [roˈðɾiɣo erˈnandeθ kasˈkante], 1996年6月22日 - ）は、スペイン・マドリード州マドリード出身のサッカー選手。プレミアリーグ・マンチェスター・シティFC所属。スペイン代表。ポジションはミッドフィールダー、ディフェンダー。

## 経歴

### クラブ
1996年にマドリードに生まれ、2007年にアトレティコ・マドリードの下部組織に加入した。2013年には「体力の欠如」を理由にアトレティコ・マドリードの下部組織を放出され、バレンシア州のビジャレアルCFの下部組織に移った。
2015年2月7日、セグンダ・ディビシオンB（3部）のRCDエスパニョールB戦でビジャレアルCF Bからデビューした。2週間後のレアル・サラゴサB戦で初めて先発出場している。同年12月17日、コパ・デル・レイのSDウエスカ戦でトップチームデビューした。
2016年4月17日のラージョ・バジェカーノ戦でプリメーラ・ディビシオンデビューした。2017-18シーズンは序盤戦からレギュラーの座をつかみ、2017年12月4日には契約を2022年まで延長した。2018年2月18日にはRCDエスパニョール戦でプリメーラ・ディビシオン初得点を挙げた。
2018年5月24日、アトレティコ・マドリードと5年契約で復帰することが発表された。同年11月10日に行われた第15節アスレティック・ビルバオで加入後初ゴールを決めた。
2019年7月3日、アトレティコ・マドリードはマンチェスター・シティFCがロドリの契約解除金を支払ったと発表した。7月4日、マンチェスター・シティFCと5年契約を締結した。
2023年6月10日、UEFAチャンピオンズリーグ2022-23決勝のインテル戦で、68分に先制点を決めた。この1点を守り抜いたマンチェスター・シティはクラブ初のCL制覇を果たし、自身も決勝のプレイヤー・オブ・ザ・マッチに輝いた。
2024年10月28日、バロンドールを受賞した。クラブ史上初の受賞者であり、スペイン人選手としてはルイス・スアレス（1960年）以来、64年振りの受賞者である。

### 代表
2012年にはU-16スペイン代表、2015年にはU-19スペイン代表でプレーし、2017年からはU-21スペイン代表でプレーしている。2015年にギリシャで開催されたUEFA U-19欧州選手権2015に出場し、U-19スペイン代表は準決勝でU-19フランス代表を、決勝でU-19ロシア代表を破って優勝。ロドリは18人の大会優秀選手に選ばれている。
2018年3月にはドイツ代表とアルゼンチン代表との親善試合のためにスペインA代表に初招集され、3月24日にデュッセルドルフで行われたドイツ戦でデビューした。1-1の引き分けに終わったこの試合で、ティアゴ・アルカンタラとの交代で出場している。
2022年11月11日、W杯カタール大会に臨むメンバーの1人に選ばれた。
2024年、UEFA EURO 2024、ベスト16のジョージアとの対戦で1得点を決めた。また、今大会のMVPにも選出された。

## 人物
プロデビュー後も講義を一度も欠席せずに大学に通い続けていた。タトゥーを彫るのを嫌っており、SNSも開設していない。
また、スライディングタックルをあまりしない。これは本人曰く『タックル後に地面に倒れてしまうと、もう一度ボールに行く前にかなり時間を要してしまうから』だという。

## 個人成績

### クラブ
2023-24シーズン終了時点
| クラブ                   | シーズン     | リーグ         | リーグ戦 | リーグ戦 | カップ戦 | カップ戦 | リーグ杯 | リーグ杯 | 国際大会 | 国際大会 | その他 | その他 | 合計 | 合計 |
| クラブ                   | シーズン     | リーグ         | 出場     | 得点     | 出場     | 得点     | 出場     | 得点     | 出場     | 得点     | 出場   | 得点   | 出場 | 得点 |
| ------------------------ | ------------ | -------------- | -------- | -------- | -------- | -------- | -------- | -------- | -------- | -------- | ------ | ------ | ---- | ---- |
| ビジャレアルB            | 2014-15      | セグンダB      | 7        | 0        | -        | -        | -        | -        | -        | -        | -      | -      | 7    | 0    |
| ビジャレアルB            | 2015-16      | セグンダB      | 32       | 1        | -        | -        | -        | -        | -        | -        | 2      | 1      | 34   | 2    |
| ビジャレアルB            | 通算         | 通算           | 39       | 1        | -        | -        | -        | -        | -        | -        | 2      | 1      | 41   | 2    |
| ビジャレアル             | 2015-16      | プリメーラ     | 3        | 0        | 3        | 0        | -        | -        | 0        | 0        | 0      | 0      | 6    | 0    |
| ビジャレアル             | 2016-17      | プリメーラ     | 23       | 0        | 4        | 0        | -        | -        | 4        | 1        | 0      | 0      | 31   | 1    |
| ビジャレアル             | 2017-18      | プリメーラ     | 37       | 1        | 4        | 0        | -        | -        | 6        | 0        | 0      | 0      | 47   | 1    |
| ビジャレアル             | 通算         | 通算           | 63       | 1        | 11       | 0        | -        | -        | 10       | 1        | 0      | 0      | 84   | 2    |
| アトレティコ・マドリード | 2018-19      | プリメーラ     | 34       | 3        | 4        | 0        | -        | -        | 8        | 0        | 1      | 0      | 47   | 3    |
| アトレティコ・マドリード | 通算         | 通算           | 34       | 3        | 4        | 0        | -        | -        | 8        | 0        | 1      | 0      | 47   | 3    |
| マンチェスター・シティ   | 2019-20      | プレミアリーグ | 35       | 3        | 4        | 0        | 4        | 1        | 8        | 0        | 1      | 0      | 52   | 4    |
| マンチェスター・シティ   | 2020-21      | プレミアリーグ | 34       | 2        | 4        | 0        | 5        | 0        | 10       | 0        | 0      | 0      | 53   | 2    |
| マンチェスター・シティ   | 2021-22      | プレミアリーグ | 33       | 7        | 2        | 0        | 0        | 0        | 10       | 0        | 1      | 0      | 46   | 7    |
| マンチェスター・シティ   | 2022-23      | プレミアリーグ | 36       | 2        | 4        | 0        | 3        | 0        | 12       | 2        | 1      | 0      | 56   | 4    |
| マンチェスター・シティ   | 2023-24      | プレミアリーグ | 34       | 8        | 4        | 0        | 0        | 0        | 8        | 1        | 4      | 0      | 50   | 9    |
| マンチェスター・シティ   | 通算         | 通算           | 172      | 22       | 18       | 0        | 12       | 1        | 48       | 3        | 7      | 0      | 257  | 26   |
| キャリア通算             | キャリア通算 | キャリア通算   | 308      | 27       | 33       | 0        | 12       | 1        | 66       | 4        | 10     | 1      | 429  | 33   |

## 代表歴

### 出場大会
- スペイン代表
  - 2022 FIFAワールドカップ

### 試合数
2024年3月27日現在
- 国際Aマッチ 49試合 3得点 (2018年 - )[22]

| スペイン代表 | 国際Aマッチ | 国際Aマッチ |
| 年           | 出場        | 得点        |
| ------------ | ----------- | ----------- |
| 2018         | 4           | 0           |
| 2019         | 7           | 0           |
| 2020         | 6           | 1           |
| 2021         | 13          | 0           |
| 2022         | 9           | 0           |
| 2023         | 9           | 0           |
| 2024         | 1           | 2           |
| 通算         | 49          | 3           |

### 得点
| # | 開催日         | 開催地                                             | 対戦国   | スコア | 結果 | 大会                          |
| - | -------------- | -------------------------------------------------- | -------- | ------ | ---- | ----------------------------- |
| 1 | 2020年11月17日 | セビリア、エスタディオ・オリンピコ・セビージャ     | ドイツ   | 3-0    | 6-0  | UEFAネーションズリーグ2020-21 |
| 2 | 2024年3月26日  | マドリード、エスタディオ・サンティアゴ・ベルナベウ | ブラジル | 1-0    | 3-3  | 親善試合                      |
| 3 | 2024年3月26日  | マドリード、エスタディオ・サンティアゴ・ベルナベウ | ブラジル | 3-2    | 3-3  | 親善試合                      |

## タイトル

### クラブ
アトレティコ・マドリード
- UEFAスーパーカップ：1回（2018）

マンチェスター・シティ
- プレミアリーグ：4回（2020-21, 2021-22, 2022-23, 2023-24）
- FAカップ：1回（2022-23）
- EFLカップ：2回（2019-20, 2020-21）
- コミュニティ・シールド：1回（2019）
- UEFAチャンピオンズリーグ：1回（2022-23）
- UEFAスーパーカップ：1回（2023）
- FIFAクラブワールドカップ：1回（2023）

### 代表
スペイン代表
- UEFAネーションズリーグ : 2022-23
- UEFA欧州選手権：2024

U19スペイン代表
- UEFA U-19欧州選手権 : 2015[14]

### 個人
- UEFA U-19欧州選手権優秀選手 : 2015[14]
- UEFA 欧州選手権最優秀選手：2024[23]
- バロンドール : 2024